# Agustín Soria
Agustín Nicolás Soría Silvera (Montevideo, 30 de noviembre de 2004) es un futbolista uruguayo. Juega de mediocentro y su equipo actual es el Al-Sadd Sports Club de la Liga de fútbol de Catar.

## Trayectoria
Con 3 años comenzó a jugar al baby fútbol en Nuevo Amanecer, realizó casi todas las categorías infantiles allí, las últimas 2 temporadas pasó a Terremoto. A sus 8 años fue invitado a Defensor Sporting, la familia aceptó y entrenó con el club profesional en paralelo en sus últimos años infantiles.
En 2018 comenzó su proceso juvenil ya incorporado a la Viola, Agustín jugó 4 partidos con la sub-14 y anotó 1 gol. En 2019 tuvo más oportunidades, jugó 18 partidos y convirtió 4 goles, al año siguiente jugó 11 partidos con la sub-16. Fue en 2021 que consolidó como titular, anotó 2 goles en 18 disputas, en su primer año de Cuarta División en 2022 mostró un gran nivel, esto le valió ser considerado en Tercera División, donde fue pieza clave y jugó 21 partidos, con la sub-19 estuvo en 18 partidos y colaboró con 1 gol.
El 23 de octubre de 2023 firmó su primer contrato profesional con Defensor Sporting, esa temporada jugó su segundo año de Cuarta División y fue el jugador con más participación, defendió al club en 39 oportunidades, anotó 4 goles.
Debutó como profesional el 25 de febrero de 2024, el entrenador Martín Varini lo hizo ingresar al minuto 69 para enfrentar a Cerro, a los minutos recibió el balón afuera del área rival, remató a portería y convirtió su primer gol oficial, puso el 5-0 en el Franzini pero se suspendió el partido. Posteriormente le dieron los puntos al rival porque Agustín no tenía el carné del deportista vigente. Disputó su primer encuentro oficial con 19 años y la camiseta número 18.
En su primer año como profesional jugó 43 partidos y convirtió 2 goles, su equipo finalizó el año en 4° lugar de la tabla acumulada, además ganaron la Copa Uruguay 2023 y 2024.
En su segunda temporada se consolidó como titular, tuvo su debut internacional en la fase previa de la Copa Libertadores 2025 pero no lograron un cupo a la fase de grupos al ser derrotados por Monagas. El 30 de abril dejó Uruguay y viajó a Catar para incorporarse a un nuevo equipo. Jugó 56 partidos, convirtió 3 goles y brindó 5 asistencias con el primer equipo de Defensor Sporting. Debido a detalles administrativos quedó en pausa su transferencia.
El 28 de junio de 2025 fue anunciado su fichaje por Al-Sadd Sports Club, firmó contrato hasta 2030.

## Estadísticas
Actualizado al último partido citado el 27 de abril de 2025.
| Club                           | Div.          | Temporada     | Liga  | Liga  | Liga   | Copas nacionales | Copas nacionales | Copas nacionales | Copas internacionales | Copas internacionales | Copas internacionales | Total | Total | Total  |
| Club                           | Div.          | Temporada     | Part. | Goles | Asist. | Part.            | Goles            | Asist.           | Part.                 | Goles                 | Asist.                | Part. | Goles | Asist. |
| ------------------------------ | ------------- | ------------- | ----- | ----- | ------ | ---------------- | ---------------- | ---------------- | --------------------- | --------------------- | --------------------- | ----- | ----- | ------ |
| Defensor Sporting C. · Uruguay | 1.ª           | 2023          | -     | -     | -      | 4                | 0                | 0                | -                     | -                     | -                     | 4     | 0     | 0      |
| Defensor Sporting C. · Uruguay | 1.ª           | 2024          | 34    | 2     | 2      | 5                | 0                | 1                | 0                     | 0                     | 0                     | 39    | 2     | 3      |
| Defensor Sporting C. · Uruguay | 1.ª           | 2025          | 11    | 1     | 2      | -                | -                | -                | 2                     | 0                     | 0                     | 13    | 1     | 2      |
| Defensor Sporting C. · Uruguay | Total club    | Total club    | 45    | 3     | 4      | 9                | 0                | 1                | 2                     | 0                     | 0                     | 56    | 3     | 5      |
| Al-Sadd S. C. Catar            | 1.ª           | 2025-26       | 0     | 0     | 0      | -                | -                | -                | -                     | -                     | -                     | 0     | 0     | 0      |
| Al-Sadd S. C. Catar            | Total club    | Total club    | 0     | 0     | 0      | 0                | 0                | 0                | 0                     | 0                     | 0                     | 0     | 0     | 0      |
| Total carrera                  | Total carrera | Total carrera | 45    | 3     | 4      | 9                | 0                | 1                | 2                     | 0                     | 0                     | 56    | 3     | 5      |
| 1. 2.                          |               |               |       |       |        |                  |                  |                  |                       |                       |                       |       |       |        |

## Palmarés

### Títulos nacionales
| Título       | Club                 | País    | Año  |
| ------------ | -------------------- | ------- | ---- |
| Copa Uruguay | Defensor Sporting C. | Uruguay | 2023 |
| Copa Uruguay | Defensor Sporting C. | Uruguay | 2024 |